# 衛星リンク

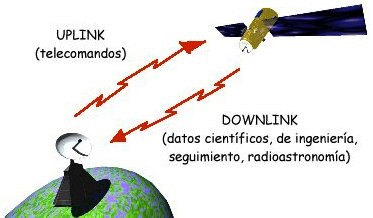
Satellite link, here: up-link/down-link

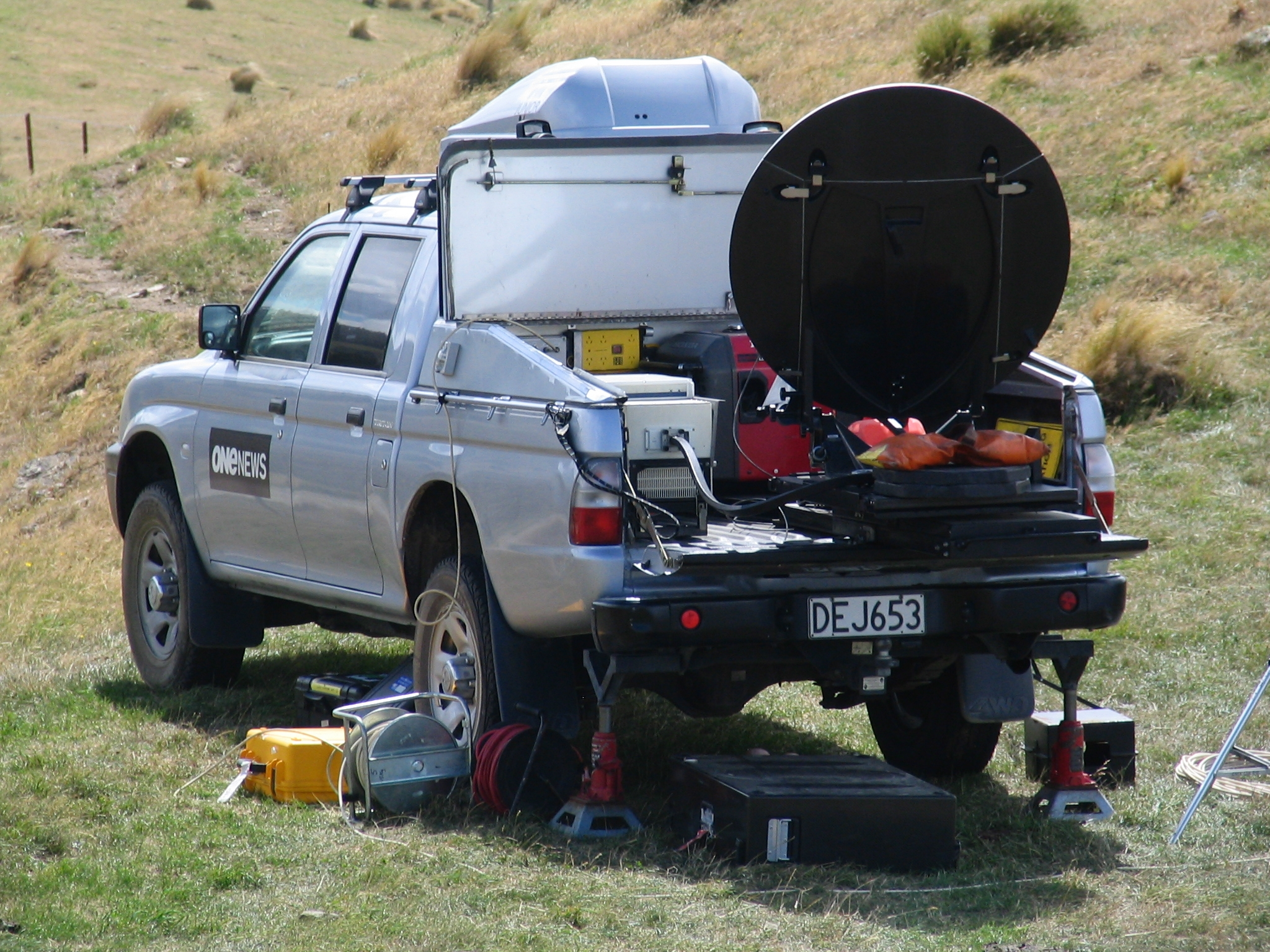
TVNZ記者が使用する衛星リンクを介してニュースを送信するための陸上移動衛星サービスの陸上移動地球局。

衛星リンク（えいせいリンク、英語: satellite link）は、国際電気通信連合（ITU）の無線通信規則（RR） による、ひとつの人工衛星を介した送信地球局と受信地球局の間の無線リンク。
衛星リンクは、1つのアップリンクと1つのダウンリンクで構成される。 
各局は、永続的または一時的に運用するサービスによって分類されるものとする。